# كلود فوشيه
كلود فوشيه (3 يوليو 1530 - يناير 1602) مؤرخ فرنسي عاش في القرن السادس عشر، متخصص بالأثريات، وعالم فقه رائد في اللغات الرومانسية. نشر فوشيه أول عمل مطبوع في التاريخ الأدبي باللغة العامية المتداولة في أوروبا، وهو مجموعة بعنوان أصل اللغة الفرنسية والشعر (1581)، كان مسؤولًا رفيع المستوى في حكومات شارل التاسع وهنري الثالث وهنري الرابع إذ شغل منصب رئيس مجلس المال.

## النشأة
ولد فوشيه في باريس، والده نيكول فوشيه، المدعي العام في شاتليه، ووالدته جنيفيف أودري، حفيدة جاك الثالث دي ثو. كان لوالدته أيضًا صلات مع عائلة غود فروا، وهي من العائلات النبيلة، من خلال ابنتها من زواجٍ سابق. وهكذا كان فوشيه مرتبطًا ارتباطًا وثيقًا بعالم برلمان باريس.
درس فوشيه في جامعة باريس قبل أن يحصل على شهادته في القانون المدني من جامعة أورليان في عام 1550. سافر بعد ذلك عبر شمال إيطاليا وزار روما والبندقية أيضًا، وتعرّف هناك على العالم الإنساني سبيرون سبيروني.
ألّف فوشيه عند عودته إلى باريس، سلسلة من المقالات القصيرة مستندًا إلى قراءته الواسعة في أدب العصور الوسطى الفرنسي الذي لم يكن كثيرٌ منه قد طُبع بعد، ولم يكن من الممكن الوصول إليه إلا في شكل مخطوط. أطلق على هذه المجموعة عنوان احتجاجات وملاحظات على أشياء عدة مأخوذة من الذاكرة في قراءة بعض المؤلفين الفرنسيين بقلم كلود فوشيه، بتاريخ 1555. إن (Veilles) المذكورة في العنوان والتي تُرجمت إلى احتجاجات، تعني بالفرنسية «وقفات احتجاجية»)، هي عبارة عن متفرقات أدبية منوعة في تقليد أولوس غيليوس ليالي العليّة.
لا يزال مخطوط المؤلف لهذه المجموعة موجود؛ ولم يُطبع بالكامل مطلقًا طوال حياة فوشيه، على الرغم من أنه أعاد استخدام أجزاء منه في أعماله المطبوعة اللاحقة عن تاريخ الشعر الفرنسي وهيئة القضاة الفرنسيين.

## حياته اللاحقة ومجموعة عام 1581
أصبح فوشيه في نهاية المطاف الرئيس الثاني لمجلس المال (29 مارس 1569)، ترقّى بعد ذلك إلى رتبة رئيس وزراء في عام 1581. وشغل هذا المنصب حتى عام 1599. ومن بين أصدقائه وزملائه إتيان باسكير، وأنطوان لوازيل، وهنري دي ميسميس، ولويس لو كارون، وجين أنتوين دي بايف، وجاكوبو كوربينيللي، وجيان فينتشنزو بينيلي، وفيليبو بيجافيتا، وسبيرون سبيروني، وعديد من شخصياتٍ أخرى في القرن السادس عشر متعلمة ومطّلعة.
إن أهم أعمال فوشيه المنشورة هو تاريخ اللغة الفرنسية وشعرها، بعنوان أصل اللغة الفرنسية والشعر (1581)، وهو عبارة عن كتاب في جزأين. يحتوي الجزء الأول على تاريخ تطور اللغة الفرنسية، مزيج من العناصر الغاليّة-الرومانية والعناصر الفرنجية. أما الجزء الثاني فعبارة عن مختارات لـ 127 شاعرًا فرنسيًا عاشوا قبل عام 1300. وقد أشيد بنظرية فوشيه حول تشكيل اللغة في الكتاب الأول بوصفها سابقة لعصرها، ويُظهر فوشيه على مدى الكتاب معرفة عميقة بالنظرية اللغوية المعاصرة. إضافة إلى الانخراط في تقاليد النظرية اللغوية السابقة والأقل تكرارًا، مثل كتاب دانتي دي فولغاري إيلوكينشيا. استخدم مؤرخو الأدب والمتخصصون بالأثريات ممن لديهم فضول حول الأدب الفرنسي في العصور الوسطى، كتاب فوشيه كثيرًا في القرنين التاليين.
في أثناء حروب فرنسا الدينية، وبوصفه عضوًا في حكومة هنري الثالث، أُجبر فوشيه على الفرار من باريس في عام 1589 ولم يتمكن من العودة حتى 18 أبريل من عام 1594، ليصبح في خدمة الملك الجديد هنري الرابع. خلال فترة الغياب هذه، نُهب مقر إقامة فوشيه في باريس، ما أدى إلى خسارة مكتبته: أكثر من ألفي مجلد، وفقًا لأقواله، وكان كثير منها عبارة عن مخطوطات. إن عديد من مخطوطات القرون الوسطى العائدة إلى فوشيه موجودة الآن في المكتبة الوطنية الفرنسية ومكتبة الفاتيكان، في حين أن بعضها الآخر منتشر في جميع أنحاء مكتبات أوروبا (مكتبة سانت جانفيف، باريس؛ المكتبة البريطانية؛ مكتبة برلين الحكومية؛ مكتبة دِجون العامة؛ المكتبة الوطنية السويدية؛ مكتبة برغر في بيرن؛ ومكتبة الأمبروزيانا) ولا تزال مخطوطات أخرى لا يُعرف إلى أين انتهت.